# Ramires Santos do Nascimento
Ramires Santos do Nascimento (24 de març del 1987 a Barra do Piraí, Rio de Janeiro), més conegut com a Ramires i Rambo, és un futbolista brasiler que juga de centrecampista pel Chelsea FC i per l'equip nacional brasiler. Ramires és conegut per la seva visió de joc, habilitat de passada i la seva més que notable resistència.

## Carrera esportiva
El 2008, va guanyar una medalla de bronze als Jocs Olímpics d'Estiu XXIX de Beijing, Xina.
El 7 de maig de 2014 el seleccionador brasiler Luiz Felipe Scolari el va incloure a la llista final de 23 jugadors que representaran el Brasil a la Copa del Món de Futbol de 2014.